# Barricades de Parme en 1922
Biennio Nero
Au mois d’août 1922, Parme connaît des combats révolutionnaires qui opposent les socialistes avec les Arditi del Popolo aux fascistes, les squadristi. Les Arditi del popolo sortent victorieux de la lutte.

## Synthèse
Le Front uni Arditi del Popolo (soldats du peuple) allié à presque toutes les formations de défense prolétarienne obtient par une action défensive la dernière victoire d’importance stratégique à Parme. Une formidable contre-attaque partie du quartier Naviglio est menée contre une attaque préparée par les squadristi fascistes commandés d’abord par Roberto Farinacci puis par Italo Balbo. Le Front uni a pour commandant un personnage charismatique, Guido Picelli, et l’épique sortie du Naviglio est menée par l’autre grand symbole de l’antifascisme qu’est Antonio Cieri. La Légion Prolétarienne Filippo Corridoni combat avec le front uni Arditi del Popolo.

## La situation italienne

### 1920
En 1920, les problèmes sociaux et les visées impérialistes du capitalisme italien amenèrent à la « révolte des bersagliers » d’Ancône, un soulèvement populaire, parti de la caserne Vellarev car les bersagliers ne voulaient pas partir pour l’Albanie. Il y avait, encore vif, le souvenir de la Semaine Rouge, insurrection populaire à Ancône du 7 au 14 juin 1914 qui avait débuté par une manifestation antimilitariste et s’était étendue à la Romagne, la Toscane et d’autres régions d’Italie. Parmi les chefs anarchistes qui poussèrent à la rébellion et qui combattaient aux côtés des bersagliers d’Ancône, il y avait l’anarchiste Antonio Cieri qui, ne pouvant être emprisonné en raison du manque de preuves, fut transféré à Parme où il devint un personnage de première importance. Cieri avec Guido Picelli et la population de Parme (les femmes en particulier, très importantes soit comme combattantes, soit comme support aux troupes) seront les artisans de la défaite des très craints squadristi d'Italo Balbo. Durant cette période, il y eut aussi, en concomitance avec l’entreprise de Fiume, la révolte des Arditi de Trieste qui ne voulaient pas partir pour d’autres guerres de « pillage impérialiste ». Le gouvernement craignit une fédération entre Ancône et la presque bolchevique Fiume (déjà république et état libre reconnu par la Russie soviétique). Une telle opération aurait pu mettre le feu au territoire national qui était déjà en état insurrectionnel.

### 1921
En 1921, la volonté de lutte révolutionnaire du prolétariat s’oppose au réformisme et au maximalisme du Parti Socialiste qui en reste souvent au niveau des paroles. De ce fait, les luttes se radicalisent toujours plus. L’exemple de la Russie et la poussée bolchevique, à la suite de l'entreprise de Fiume, galvanisent le prolétariat. En juillet 1921, il y a les faits de Sarzana, les faits de Gênes, les faits d'Empoli.

### 1922
En 1922, le sectarisme d'Amadeo Bordiga d’une part, et l’indécision des réformistes de l’autre, ont empêché l’organisation générale et le soutien aux formations de défense antifascistes qui étaient regroupées dans le front uni Arditi del Popolo. L’historien Tom Bhean indique que de telles formations auraient été l’unique possibilité d’arrêter le fascisme et il fait aussi des hypothèses dubitatives sur la possibilité d'un avènement du nazisme sans passage par le fascisme. Antonio Gramsci avait compris la situation mais il dut se tenir en retrait en raison de la mise en minorité de son groupe au sein du Parti communiste italien. Giuseppe Di Vittorio en 1922, structure les organisations antifascistes — socialistes, communistes, anarchistes, associés aux Arditi del Popolo, légionnaires et ex officiers de l’expédition de Fiume — et il organise la défense du siège de la Chambre du Travail de Bari, battant les squadristi fascistes de Caradonna.
À Plaisance, Livourne, Ravenne, Rome, Civitavecchia (où est encore conservé avec orgueil le drapeau du bataillon de Civitavecchia des Arditi del Popolo), Bari, Ancône, Vercelli, Novara, Biella, Turin, Piombino, pratiquement dans toute la péninsule et en particulier dans les zones de forte concentration d'ouvriers et de dockers (Benito Mussolini se demanda « si l’air de la mer favorisait la subversion »[réf. nécessaire]) se formèrent des équipes de défense antifasciste qui barrèrent militairement la route aux squadristi en s'appuyant sur la capacité militaire et organisationnelle d’anciens combattants, parfois gradés, certains même interventionnistes déçus comme Emilio Lussu.
À Parme la légion prolétarienne Filippo Corridoni entre en clandestinité avec une frange des Arditi del Popolo, après avoir durement battu d'abord les squadristi emmené par Roberto Farinacci puis par Italo Balbo qui l'avait remplacé sur ordre de Benito Mussolini. À Rome, les « marcheurs » sont bloqués à l'entrée des quartiers populaires, la défense de San Lorenzo est une page historique, mais la lutte est inégale. À Gênes, les fascistes gagnent, il y a de durs combats entre fascistes et soldats d'une part et ouvriers, Arditi del Popolo, syndicalistes, anarchistes et communistes, qui se prolongent presque toute l'année 1922.

## Tissu social de la région de Parme
Après une longue stagnation au XIXe siècle, la population s'était accrue de manière sensible, passant de 10 000 habitants en 1901 à 57 000 en 1911. À la croissance démographique s’était associé un développement urbain au-delà des bastions du XVIe siècle, démolis pour faire de la place aux nouvelles constructions sous l'impulsion du maire Giovanni Mariotti.
Le quartier ouvrier de San Leonardo s’était développé dans la zone nord et simultanément avec l'implantation de nombreuses usines, parmi lesquelles celle du verrier Bormioli qui employait déjà trois cents ouvriers en 1913. Au sud, vers la Citadelle, se développait un quartier pour les gens plus aisés.
De 1901 à 1903 furent construits les ponts Verdi et Italia, en 1906, des établissements de bains publics sur le Lungoparma et en 1907, l’hôtel Croce Bianca ouvrait place de la Steccata (le commandement fasciste en prit possession en août 1922). Le réseau de transport montra un progrès en 1910 avec l’inauguration en mai des lignes de tramway électriques. La même année avaient été érigés un nouvel aqueduc et un nouvel abattoir.
D’un point de vue social, la ville était divisée en deux : l'Oltretorrente, appelé aussi vieux Parme, situé  à l’ouest, et qui, depuis la fin du XIXe siècle, accueillait dans des bâtiments souvent insalubres les habitants de provenances géographiques et sociales diverses qui s’intégraient dans le tissu social existant : paysans et montagnards à la recherche de travail dans l’activité industrielle. À l’est, il y avait la partie la plus ancienne de la ville, qui était appelée nouveau Parme en raison de son aspect plus moderne, qui était peuplée en majorité de la classe bourgeoise et qui était, en grande partie, le siège des pouvoirs institutionnels.
Le quartier du Naviglio, dans la zone nord orientale avait réussi une intégration sociale identique à l'Oltretorrente. Parme et sa région ressentit les effets de l'entrée en guerre en 1915 avec les problèmes qui précèdent et suivent les conflits : inflation qui érodait les salaires, difficultés d'approvisionnement des produits alimentaires et du combustible, problèmes de santé publique, augmentation des maladies (la grippe espagnole n'épargna pas Parme en 1919). L'absence des hommes envoyés au front et le remplacement par des enfants et femmes créait une nouvelle base ouvrière, féminine et émancipée par le travail. Même si les travaux publics furent bloqués (l'hôpital par exemple ne fut terminé qu'en 1925 et le monument à Giuseppe Verdi qu'en 1920), il n'y eut pas de problème de chômage en raison du manque de main d'œuvre masculine partie à la guerre. Dans la région de Parme, la guerre fit augmenter l’activité aussi bien agricole que de transformation des produits de la terre.

## Les événements

### Les raisons
Les événements débutent le 1er août 1922 par la grève générale nationale organisée par l'Alliance du Travail, organe syndical du front uni. La cause de la grève est l'augmentation des attaques des squadristi fascistes contre les organisations ouvrières, avec de nombreux morts sans aucune intervention de la part des organes de répression de l’état[pas clair], sinon pour protéger les fascistes, exception faite lors des événements de Sarzana, où les carabiniers et les Arditi del Popolo tirent sur les squadristi. Les carabiniers étaient commandés par le commandant Jurgens, qui avait participé à la répression des Gardes rouges de Turin, et qui était opposé à toute forme de subversion en sa qualité de serviteur de l’état. Quelques jours après les carabiniers durent arrêter les mêmes Arditi del Popolo avec qui il avait combattu. Le capitaine Jurgens verra sa carrière stoppée pendant la période fasciste.
Les squadristi se déchaînent au niveau national contre le prolétariat en révolte, appuyés par les organes de répression de l’état[pas clair]. Le 3 août 1922, la grève est interrompue.

### La résistance deParme
Contrairement à beaucoup d’autres villes où la résistance des formations antifascistes devait céder, à Parme, une résistance armée est organisée. Les travailleurs adhèrent en force à la grève. Parme est restée presque toujours impénétrable au fascisme comme l'évoque Italo Balbo dans son journal (Milan 1932).
De plus, depuis plus d'un an, les équipes d'autodéfense prolétarienne de Guido Picelli œuvrent. De telles organisations d'autodéfense paramilitaire ont un parfait réservoir de recrutement dans le tissu social prolétarien enclin au socialisme ou à l'anarchisme.
Dans les premiers jours d’août, dix mille hommes venus de la région de Parme ou des provinces limitrophes sont mobilisés par le Parti Fasciste pour l’attaque contre Parme et Italo Balbo assure le commandement après le bref commandement de Farinacci, déjà responsable d’expéditions militaires similaires contre Ravenne et Forlì. Le nombre de fascistes augmentera de manière conséquente en raison de la résistance des groupes d’autodéfense prolétarienne.
La population de l'Oltretorrente et des quartiers Naviglio et Saffi se prépare à l’agression en construisant des barricades ou en creusant des tranchées. Les sièges des organisations prolétariennes et centristes sont protégés, ainsi que les maisons, des dévastations que les fascistes, emmenés par Italo Balbo, ont l'habitude de réaliser comme cela avait été le cas dans d’autres villes. Dans les quartiers populaires, les pouvoirs institutionnels passent sous le commandement des Arditi del Popolo commandés par Guido Picelli. Toute la population participe activement aux combats, les oppositions politiques sont mises de côté.
Les squadristi tentent de passer au-delà des barricades. Ils dévastent la zone centrale de la ville, la moins défendue, le cercle des cheminots, les bureaux de nombreux professionnels démocrates, le siège du journal Il Piccolo, le siège de l'Union du Travail et du Parti Populaire.

### La fin des combats
Les négociations débutent alors entre le commandement de Balbo, les autorités militaires et la préfecture, pour mettre fin aux combats. On compte quarante morts parmi les squadristi, contre seulement cinq parmi les Arditi del Popolo. Les squadristi doivent s’éloigner sur les conseils de Lodomez, commandant militaire de la place, homme rusé qui, voyant la situation compromettante pour le fascisme même au niveau national, préfère rester neutre en disant à Balbo : « il vaut mieux abandonner l’expédition car lui et ses hommes ne sont pas en mesure de garantir la sécurité de ses hommes (d'Italo Balbo) »[réf. nécessaire]. La nuit du 5 au 6 août, les équipes fascistes se démobilisent et quittent rapidement la ville : Parme la prolétaire a résisté et a sauvé en grande partie la ville de la dévastation. Bien des années après, Balbo, retournera à Parme, auréolé de ses exploits aéronautiques, avec notamment des traversées transatlantiques qui lui avaient apporté un grand prestige. Le fascisme sera alors bien en place et il sera accueilli par un gros panneau où il sera écrit en dialecte parmesan : « Balbo, tu as traversé l’océan mais pas le torrent Parma ».
Le 6 août 1922, Lodomez, assume les pleins pouvoirs et proclame l'état de siège. Dans la matinée, les soldats entrent dans les quartiers de l'Oltretorrente et du Naviglio et en peu de temps, la situation retourne à la normale.

### Les pertes
Les défenseurs tués sont Ulisse Corazza, conseiller communal du P.P.I, Carluccio Mora, Giuseppe Mussini, Mario Tomba et le jeune Gino Gazzola, dont la mort, comme le raconte Pino Cacucci  dans son livre Oltretorrente, provoque la furie d'Antonio Cieri qui, baïonnette entre les dents et une grenade à la main, suivi des hommes et des femmes, conduit l’épique sortie de Naviglio, brisant l’encerclement des squadristi. Antonio Cieri avait déjà réalisé une telle action qui lui valut une décoration pendant la Première Guerre mondiale, non par fanatisme nationaliste (il était anarchiste et il était parti à contrecœur) mais pour sauver les compagnons d’armes pris sous le feu autrichien. Antonio Cieri ne perdra pas l’habitude de conduire les assauts : il mourra à Huesca en Espagne pour défendre la république en attaquant une position ennemie à la tête de son équipe de bomberos. La position sera conquise mais Cieri mourra dans l’attaque.

## Analyse
Les raisons sociales et politiques de la résistance victorieuse de Parme sont nombreuses et sont liées à  l’enracinement et l’expérience impliquant les mouvements locaux des travailleurs. Expériences qui vont du traditionnel esprit rebelle urbain des quartiers les plus pauvres de la ville (particulièrement les quartiers de l’Oltretorrente) à la situation historico-politico-sociale brièvement analysée dans le paragraphe du tissu social de la région de Parme.
Il faut remarquer que la culture de la région de Parme de l’interventionnisme de gauche et l’expérience du combat durant la Première Guerre mondiale de beaucoup de travailleurs ont renforcé une forte volonté de changement social et politique : l’unique avantage que la guerre leur ait apporté est un ensemble de connaissances militaires applicables sur le champ de bataille.
De plus il y avait eu l’entreprise de Fiume dont Gabriele D'Annunzio était considéré par Argo Secondari comme « le Commandant », comme le raconte dans un entretien un émissaire d'Antonio Gramsci.
Il faut aussi tenir compte du fait que la Russie soviétique, en cette période, représentait un espoir d'émancipation des classes subalternes et des fractions de classes moyennes alliées au prolétariat, par exemple les nombreux anciens combattants gradés et déçus de la guerre.
Il faut aussi noter l’importance de la personnalité des combattants antifascistes et le charisme de personnages comme Antonio Cieri et Guido Picelli et sa proposition politique d'un front unitaire antifasciste (par la suite Guido Picelli adhérera au parti communiste italien mais, en cette période, il était encore un socialiste internationaliste).
Militairement parlant, il fut facile de défendre une zone avec des rues étroites et tortueuses qui permettaient une défense efficace avec des barricades. Il y avait eu au XIXe siècle des précédents qui avaient mis en échec les attaques de la police par des jets de tuiles et de pierres.

## Histoire de Parme 1919 al 1922
- (it) AA.VV., Dietro le barricate, Parma 1922, testi immagini e documenti della mostra (30 aprile - 30 maggio 1983), edizione a cura del Comune e della Provincia di Parma e dell'Istituto storico della Resistenza per la Provincia di Parma.
- (it) AA.VV., Pro Memoria. La città, le barricate, il monumento, scritti in occasione della posa del monumento in ricordo alle barricate del 1922, edizione a cura del Comune di Parma, Parma, 1997.
- (it) Alberghi, Pietro, Il fascismo in Emilia Romagna: dalle origini alla marcia su Roma, Modena, Mucchi, 1989.
- (it) Le Barricate a Parma 1/5 agosto 1922, numero monografico di « PR. Parma Realtà », n. 15, dicembre 1972.
- (it) Balestrini, Nanni, Parma 1922. Una resistenza antifascista, a cura di Margherita Becchetti, Giovanni Ronchini e Andrea Zini, Roma, DeriveApprodi, 2002.
- (it) Bonardi, Pietro, La violenza del 1922 nel Parmense, Parma, Centro studi della Val Baganza, 1992.
- (it) Bottioni, Graziano, La nascita del PCI a Parma 1921-1926, Parma, Biblioteca Umberto Balestrazzi, 1981.
- (it) Brunazzi, Luciana, Parma nel primo dopoguerra 1919-1920, Parma, Istituto storico della resistenza per la provincia di Parma, 1981.
- (it) Campanini, Giorgio, Chiesa e movimento cattolico a Parma fra Ottocento e Novecento: studi e ricerche, Parma, Il Borgo, 1995.
- (it) Cavalli, don Giuseppe, Le « Cinque giornate » di Parma e Ulisse Corazza, in Il contributo dei Cattolici alla lotta di Liberazione in Emilia-Romagna. Atti del 2° Convegno di studi tenuto nei giorni 1, 2, 3 maggio 1964 a Parma-Salsomaggiore, Parma, Associazione Partigiani Cristiani, 1995, p. 243-270.
- (it) De Micheli, Mario, Barricate a Parma, Roma, Editori Riuniti, 1960.
- (it) Degli Innocenti, Maurizio - Pombeni, Paolo - Roveri Alessandro (a cura di), Il Pnf in Emilia-Romagna durante il ventennio fascista, Milano, Angeli, 1988.
- (it) Dietro le barricate. Parma 1922, Parma, Comune di Parma - Provincia di Parma - Istituto storico della resistenza per la provincia di Parma, 1983. Furlotti, Gianni, Parma libertaria, Pisa, BFS, 2001.
- (it) Minardi, Marco, Pro Memoria. La città, le barricate, il monumento, a cura di Marco Minardi, in “Documenti”, n. 25, 1997.
- (it) Palazzino, Mario, Da prefetto Parma a gabinetto ministro interno. Le barricate antifasciste del 1922 viste attraverso i dispacci dell’ordine pubblico, Parma, Archivio di Stato di Parma - Silva Editore, 2002.
- (it) Comunisti a Parma. Atti del convegno tenutosi a Parma il 7 novembre 1981, a cura di Fiorenzo Sicuri, Parma, Istituto Gramsci Emilia-Romagna e Parma - Biblioteca Umberto Balestrazzi, 1986.
- (it) Sicuri, Fiorenzo (a cura di), Guido Picelli, a cura di Fiorenzo Sicuri, con un saggio di Dianella Gagliani, Parma, Centro di documentazione Remo Polizzi, 1987.

## Liens externes

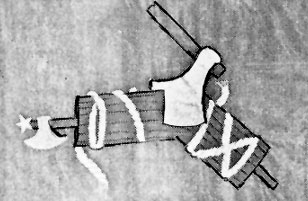
Drapeau utilisé par les Arditi del Popolo

## Approfondissements
- (it) L'Ardito del Popolo et les autres journaux
- (it) L'Ardito del Popolo et l’article sur les femmes de  Parme
- (it) Journal de Italo Balbo